# Association pour le rétablissement des institutions et œuvres israélites en France
Pour les articles homonymes, voir ARIF.
L'Association pour le rétablissement des institutions et œuvres israélites en France (ARIF) est fondée à New York, durant la Seconde Guerre mondiale,  le 6 décembre 1943, par des réfugiés juifs français, sous la direction du baron Édouard de Rothschild, pour venir en aide au Judaïsme français.

## Historique
Le 6 décembre 1941, au domicile du baron Édouard de Rothschild à New York, une réunion a lieu pour venir en aide au Judaïsme français (ARIF). C'est le début de l''Association pour le Rétablissement des Institutions et Oeuvres Israélites en France (ARIF).
Les participants à cette réunion incluent:
- Le baron Édouard de Rothschild (1868-1949), Président du Consistoire central israélite de France (1911-1940)
- Le baron Robert de Rothschild (1880-1946), Président du Consistoire israélite de Paris (1936-1946)
- Le rabbin Simon Langer, ancien rabbin de la Synagogue de la rue de Montevideo dans le 16e arrondissement de Paris, qui au début de la Seconde Guerre mondiale se retrouve à Marseille, où il agit comme aumônier, avant de quitter la France en juillet 1941 pour New York, où il sera rabbin de la Synagogue Orach Chaim de Manhattan[4],[5]
- Raymond Baumann[6]
- André Meyer (1898-1979), banquier d'investissement français, associé de la banque Lazard, qu'il a dirigée pendant de nombreuses années. Installé aux États-Unis, il a « conquis » Wall Street, bâtissant la réputation internationale de la banque.
- Édouard Weil
- Lazare Blum